# Mistrzostwa Europy w Podnoszeniu Ciężarów 1947
Mistrzostwa Europy w Podnoszeniu Ciężarów 1947 – 27. edycja mistrzostw Europy w podnoszeniu ciężarów, która odbyła się między 1 a 3 lipca 1947 w Helsinkach (Finlandia). Startowali tylko mężczyźni w 6 kategoriach wagowych.

## Medaliści
| Kategoria: | Złoto:           | Wynik    | Srebro:           | Wynik    | Brąz:             | Wynik    |
| 56 kg      | Iwan Azdarow     | 292,5 kg | Aleksandr Donskoj | 282,5 kg | Henri Moulins     | 272,5 kg |
| 60 kg      | Arvid Andersson  | 320 kg   | Jewgienij Łopatin | 310 kg   | Moisiej Kasjanik  | 310 kg   |
| 67,5 kg    | Izrail Miechanik | 330 kg   | Gieorgij Popow    | 330 kg   | Lauri Kinnunen    | 315 kg   |
| 75 kg      | Nikołaj Szatow   | 367,5 kg | Aleksandr Bożko   | 355 kg   | Georges Firmin    | 340 kg   |
| 82,5 kg    | Grigorij Nowak   | 410 kg   | Juhani Vellamo    | 365 kg   | Łaftułła Kaszajew | 360 kg   |
| + 82,5 kg  | Jakow Kucenko    | 432,5 kg | Niels Petersen    | 377,5 kg | Nikołaj Łaputin   | 377,5 kg |

## Klasyfikacja medalowa
| Miejsce | Reprezentacja | Złoto | Srebro | Brąz | Razem |
| 1.      | ZSRR          | 5     | 4      | 3    | 12    |
| 2.      | Szwecja       | 1     | 0      | 1    | 2     |
| 3.      | Finlandia     | 0     | 1      | 0    | 1     |
| 3.      | Dania         | 0     | 1      | 0    | 1     |
| 5.      | Francja       | 0     | 0      | 2    | 2     |